# Moez
Moez (arabe : ﻣﻌﺰ) est un prénom masculin arabe qui signifie « qui procure la puissance (divine) ». C'est l'un des noms de Dieu en islam, auquel cas il est précédé d'un article ﺍﻟﻤﻌﺰ et signifie « Celui qui donne la puissance ». 
La racine de ce nom est la même que celle de `Aziz.

## Sources
- Liste des noms et attributs de Dieu en islam